# Megachoriolaus imitatrix
Megachoriolaus imitatrix là một loài bọ cánh cứng trong họ Cerambycidae.